# آمبروسیا اندرسون
آمبروسیا اندرسون (انگلیسی: Ambrosia Anderson؛ زادهٔ ۱۴ مارس ۱۹۸۴) بازیکن بسکتبال اهل ایالات متحده آمریکا است.